# Miloslava Běhalová
Miloslava Běhalová es una deportista checoslovaca que compitió en atletismo adaptado. Ganó una medalla de oro en los Juegos Paralímpicos de Barcelona 1992 en la prueba de lanzamiento de disco (clase THW4).

## Palmarés internacional
| Juegos Paralímpicos | Juegos Paralímpicos | Juegos Paralímpicos | Juegos Paralímpicos |
| Año                 | Lugar               | Medalla             | Prueba              |
| ------------------- | ------------------- | ------------------- | ------------------- |
| 1992                | Barcelona (España)  | Medalla de oro      | Disco THW4          |